# Puspasari (Citeureup)
Puspasari is een bestuurslaag in het regentschap Bogor van de provincie West-Java, Indonesië. Puspasari telt 17.014 inwoners (volkstelling 2010).